# Liste der Stolpersteine in Südliches Anhalt
Die Liste der Stolpersteine in Südliches Anhalt enthält alle Stolpersteine, die im Rahmen des gleichnamigen Kunst-Projekts von Gunter Demnig in der Stadt Südliches Anhalt verlegt wurden. Mit ihnen soll Opfern des Nationalsozialismus gedacht werden, die in den Ortschaften lebten und wirkten. Bei der bislang einzigen Verlegeaktion am 21. November 2024 wurden fünf Steine an zwei Adressen in Gröbzig verlegt.

## Liste der Stolpersteine
| Adresse          | Datum der Verlegung | Person | Inschrift | Bild                                 | Bild des Hauses |
| ---------------- | ------------------- | --- | --- | ------------------------------------ | --------------- |
| Marktplatz 19 ·  | 21. Nov. 2024       | Rosalie Meyerstein (1860–1943) Rosalie Meyerstein wurde am 10. Juli 1860 in Gröbzig geboren und blieb unverheiratet. Ihre Wohnung verlor sie 1939 und kam daher in dem Kantorhaus in der Langen Straße neben der Gröbziger Synagoge unter. Am 13. September 1940 kam sie als „letzte Jüdin von Gröbzig“ in das Altenheim Großer Berlin 8 in Halle (Saale), wurde aber 1941 in das vorgebliche Altersheim in der Boelckestraße 24 (heute Dessauer Straße) in Halle gebracht. Sie wurde am 19. September 1942 nach Leipzig deportiert und von dort aus am 20. September 1942 in das Ghetto Theresienstadt, wo sie am 27. Februar 1943 starb. An Rosalie Meyerstein erinnert zudem ein Stolperstein am Großen Berlin 8 in Halle, an ihren Bruder Israel Meyerstein und dessen Frau Bertha Meyerstein (geb. Gutmann), die mit ihr nach Theresienstadt deportiert wurden, erinnern Stolpersteine in der Brüderstraße 10 in Halle (siehe Liste der Stolpersteine in Halle (Saale)). | Hier wohnte ROSALIE MEYERSTEIN Jg. 1860 unfreiwillig verzogen 1940 Halle deportiert 1942 Theresienstadt ermordet 27.2.1943             | Stolperstein für Rosalie Meyerstein  |                 |
| Lange Straße 8 · | 21. Nov. 2024       | Marie Karger geb. Posner (1869–1942) Marie Karger wurde am 15. Februar 1860 in Kaszczor geboren. Sie heiratete Berthold Karger und bekam mit ihm eine Tochter (Johanna). Sie zogen nach Gröbzig um und mussten im Jahr 1938 dort ins Kantorhaus einziehen. Marie wurde 1939 mit ihrer Familie nach Berlin deportiert, wo ihr Mann Berthold und ihre Tochter Johanna im Jüdischen Krankenhaus starben. Sie wurde 1942 nach Theresienstadt deportiert und im selben Jahr im Vernichtungslager Treblinka ermordet. | Hier wohnte Marie KARGER geb. Posner Jg. 1869 unfreiwillig verzogen 1939 Berlin deportiert 1942 Theresienstadt 1942 Treblinka ermordet | Stolperstein für Marie Karger        |                 |
| Lange Straße 8 · | 21. Nov. 2024       | Berthold Karger (1863–1940) Berthold Karger wurde am 31. Juli 1863 in Wollstein geboren. Er wurde Handelsmann, heiratete Marie Posner und zog nach der Geburt der Tochter mit der Familie nach Gröbzig um. Im Januar 1923 bestimmte man ihn zudem zum Gemeindevorsteher, als welcher er im August 1934 die Synagoge aufgrund des Mitgliederschwunds an den Gröbziger Heimatverein übergab. Die Gemeinde hatte danach einen Betraum im Schulgebäude. Nach der Reichspogromnacht musste die Familie ins Kantorhaus umziehen, im September 1939 wurde sie nach Berlin deportiert, wo Berthold im Mai 1940 im Jüdischen Krankenhaus starb. | Hier wohnte BERTHOLD KARGER Jg. 1863 unfreiwillig verzogen 1939 Berlin tot 12.5.1940 Jüdisches Krankenhaus                             | Stolperstein für Berthold Karger     |                 |
| Lange Straße 8 · | 21. Nov. 2024       | Johanna Karger (1898–1941) Johanna Karger wurde am 30. März 1898 als Tochter von Marie und Berthold Karger in Wollstein geboren. Sie wurde Schneiderin. Die Familie musste 1938 ins Kantorhaus umziehen, da die Mietverträge aller jüdischen Bewohner Gröbzigs gekündigt wurden, und wurde im September 1939 in das Jüdische Krankenhaus Berlin deportiert, wo sie im November 1941 verstarb. | Hier wohnte JOHANNA KARGER Jg. 1898 unfreiwillig verzogen 1939 Berlin tot 25.11.1941 Jüdisches Krankenhaus                             | Stolperstein für Johanna Karger      |                 |
| Lange Straße 8 · | 21. Nov. 2024       | Henriette Löwenthal geb. Salazin (1861–1943) Henriette Löwenthal wurde am 9. August 1861 in Gröbzig geboren. | Hier wohnte HENRIETTE LÖWENTHAL geb. Salazin Jg. 1861 unfreiwillig verzogen Berlin deportiert 1943 Theresienstadt 1.11.1943            | Stolperstein für Henriette Löwenthal |                 |